# 신 (천간)
신(辛)은 천간의 여덟째이다. 오행에서는 금(金)에 속하며, 음양에서는 음(陰)에 해당한다.

## 신을 포함한 간지
- 신미
- 신사
- 신묘
- 신축
- 신해
- 신유